# 番号記号
番号記号（ばんごうきごう）またはナンバーサイン（英語: number sign）は、番号を示す数字の前に置かれる記号である。井桁（いげた）やスクエアとも呼ばれる。14世紀ごろ、古代ローマで重さの記号として使われていた lb に横棒を引いたものが、手書きのためだんだんと崩れて今の形になったと言われている。日本ではこの記号の代わりにヌメロ（numero, No.）を使って「ナンバー」と読むのが一般的である。
米国では前述の由来通り質量のポンドを表すのにも使われ、その場合は「パウンド」と読まれる。北米以外の英語圏では「hash（ハッシュ）」と読まれることがあるが、これは「切り刻む」という意味の単語「hash」ではなく、絵画における技法の「ハッチング（hatching）」の一種である「クロスハッチング（cross-hatching）」に由来するとする説がある。これら以外の読み方も存在する。
押しボタン式電話機には、数字に加えて # と （スターマーク） のボタンが置かれ、それぞれ特殊な用途に使われる。
絵文字スタイルでは以下のように表される：#⃣

## ♯（シャープ）との違い
電話の「シャープダイヤル」や後述の業界用語などのように、この記号は「シャープ」と呼ばれることがある。しかし、音楽記号のシャープ（嬰記号、♯）が五線譜から見分けるために、横線を右上がり、縦線を垂直に書くのに対し、番号記号 # は横線を水平、縦線を右に傾けて書かれる点が異なる別の記号である。

## コンピューターにおける番号記号
- 一般的なQWERTY配列のキーボードではShiftキーを押しながら「3」キーを押すと入力することができる。読み方は特に決まっていないが、「ナンバー」や「いげた」[4]と読まれることもあれば、「シャープ」と読まれることもある。

ASCIIでは10進数で35、16進数で0x23の符号位置に割り当てられ、Unicode（ISO/IEC 10646）にもそのまま引き継がれているため、コンピューター間でデータを交換するときの互換性が高い文字のひとつである。
- 一般に数値を表す。
  - ひな形文字列の中の数字を埋め込むべき部分に使われる。
  - HTMLやCSSにおいて、RGBカラーモデルにおける値を表す。数値文字参照にも使用される。
  - MediaWikiなどで使われるウィキ記法（マークアップ）の一種において、行の最初に置くことで、番号（数字）付きリスト（一覧）を作成する。
    - ウィキペディアでの使用法については「Help:ページの編集#箇条書き」を参照。
- Unixのシェルスクリプト、またそれが影響しているPerlやPythonなどのスクリプト言語や設定ファイルなどで、コメントを表すのに使われる。# は行頭ないし行の途中に置くことができ、# 以降は改行までがコメントとして扱われる。ファイルの先頭にある #!から開始するコメントは、そのスクリプトを実行するインタプリタの指定として扱われる（シバン）。
  - 転じて、電子メールや電子掲示板などで、# 以降は独り言という体裁で用いられることがある。
- URIにおいてフラグメント（英語版）とその他の部分のセパレータ（分離符）として使われる。たとえばHTMLではページ内の（a要素のname属性やid属性で定義された）箇所を示すのに使う。文書の節記号（§）のようなもの。
  - HTMLにおいて、タグのid属性や、name属性を表す[注釈 2]。
例： http://example.com/def.html#Section2
  - MediaWikiでは、ページ内の見出しなどにリンクするために使う。
- C言語、C++などにおいて、プリプロセッサなどに渡すディレクティブが、#から始まる（#define, #include など）。
- 音楽ソフトウェアにおいて、コード記号を入力する際など、嬰記号（シャープ、♯）の代わりに使われることがある[5]。変記号（フラット、♭）の代わりにはアルファベット小文字のビー（b）が使われる。
- C#やGtk#など、.NET関連のプログラミング言語やライブラリの名前として使われることもある。この場合、「ナンバー」ではなく「シャープ」と読まれる。

## 業界用語としての番号記号「シャープ」
テレビ・ラジオ・映画業界では、いわゆる業界用語として製作番組の放送回数を意図的に「シャープ」という呼称で表現しており、番組中、スタッフ（主にディレクター、AD）と演者の会話でそのまま使用されることで一般視聴者も耳にすることがある。
例えば「第100回（話）」すなわち「#100」なら「シャープ100」であり、「今何話？」ならば「今シャープいくつ？」と呼称する。

## 数学における番号記号
数学においては、素数階乗を表す記号として使用される。
例：5# = 5 × 3 × 2 = 30

## その他
- スポーツ界のチームスポーツを主とする競技では、選手の背番号を表記する際に番号記号が使用される。たとえば、「#10」は背番号10を表す。

- ＃数字4桁 - 押しボタン式電話機などでのトーンダイヤルでかけることができる、日本のNTTでいう「シャープダイヤル」の電話番号。

- X（旧Twitter）を始めとするソーシャル・ネットワーキング・サービスの世界では、番号記号とそれに続く文字列を「ハッシュタグ」と呼び、それ自体がハイパーリンクとなり、検索することができる。例：「#wikipedia」

## 符号位置
| 記号 | Unicode | JIS X 0213 | 文字参照          | 名称                                   |
| ---- | ------- | ---------- | ----------------- | -------------------------------------- |
| #    | U+0023  | 1-1-84     | &#x23; &#35;      | 番号記号 NUMBER SIGN                   |
| ＃   | U+FF03  | 1-1-84     | &#xFF03; &#65283; | 番号記号（全角） FULLWIDTH NUMBER SIGN |